# 化学物质

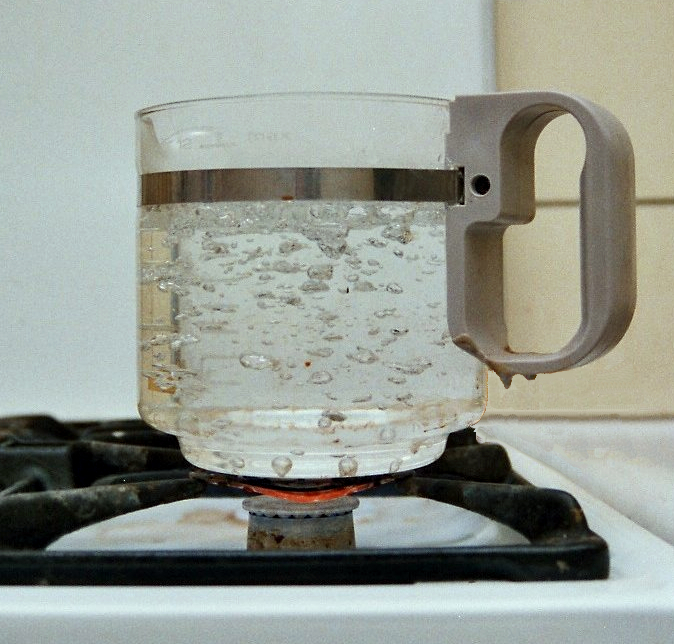
液态水和水蒸气是不同形态的同种化学物质

化學物質（英語：chemical substance）即纯物质（pure substance），又称纯净物，是有着同一组成，化学结构完全一致，和特定性质的一类物质。化学物质也是天然或人工合成的单质与化合物的总称。
在化学中，化学物质特指纯净的物质，以和混合物区分开来。在生活中，一般认为的“纯净物质”，如钻石、黄金、食盐（氯化钠）和蔗糖，事实上并不是完全纯净的。按冶金学定义，高纯物质是本体含量大于99.999%（或称5N）的物质，常指高纯金属或高纯化合物。
化学物质有着固定的组成成分。一个常见的例子就是纯水，每一个水分子均由两个氢原子和一个氧原子构成。
化学物质可以以固体、液体、气体或者等离子体的形式存在，并且随着温度或压力的变化进行物态变化。通过化学反应，化学物质可以转化为新的化学物质。
以能量为形式存在的光或热等，不属于化学物质。

## 缘起
化学物质是指可以用化学知识认知的简单物质。所谓化学知识包括元素组成、结构等；而所谓简单物质是指组成单一，如空气是混合物（其中含有氧气、氮气、稀有气体等），而空气中的氧气是化学物质，如通过压缩空气制得的纯氧较空气而言其组成就是单一的。
原子是组成化学物质的基本粒子。

## 化学品 vs 化学物质

Chemicals in graduated cylinders and beaker

虽然“化学物质”一词对于化学家来说是一个精确的术语，与“化学品”同义，但在一般用法中，“化学品”（chemical）一词既指（纯）化学物质，也指混合物（通常称为化合物,尤其是在实验室或工业过程中生产或提纯时。换句话说，水果和蔬菜等自然构成的化学物质，即使是野生生长的，在一般用法中也不被称为“化学品”。在那些要求产品成分清单的国家，所列出的“化学品”是工业生产的“化学物质”。“化学品”一词也常用于指代成瘾性、麻醉性或改变精神状态的药物。